# 1391
Il 1391 (MCCCXCI in numeri romani) è un anno  del XIV secolo.

## Eventi
- Amedeo VIII di Savoia espande i suoi confini annettendo la contea di Ginevra e gran parte del Piemonte.
- 25 luglio - Battaglia di Alessandria, tra il Ducato di Milano visconteo e la Repubblica di Firenze e la Contea d'Armagnac.

## Nati
- 24 gennaio - Giovanna di Valois, principessa francese († 1433)
- 31 luglio - Ciriaco d'Ancona, archeologo e umanista italiano († 1452)
- 31 ottobre - Edoardo del Portogallo, re († 1438)
- 6 novembre - Edmondo Mortimer, V conte di March, nobile britannico († 1425)
- Astorgio Agnesi, cardinale e arcivescovo cattolico italiano († 1451)
- Giovanni Fantuzzi, politico italiano († 1460)
- Gendün Drup, monaco buddhista tibetano († 1474)
- Matteo da Prato, organaro italiano
- Pietro di Tommaso del Minella, intagliatore e scultore italiano († 1458)

## Morti
- 16 gennaio - Muhammad V di Granada, sovrano (n. 1338)
- 7 febbraio - Agnese Visconti, nobile italiana (n. 1363)
- 7 febbraio - Antonio da Scandiano, militare italiano (n. 1366)
- 16 febbraio - Giovanni V Paleologo, imperatore bizantino (n. 1332)
- 10 marzo - Tvrtko I di Bosnia, sovrano bosniaco (n. 1338)
- 17 marzo - Uliana di Tver', russa (n. 1325)
- 16 maggio - Jacques de Menthonay, cardinale francese
- 3 giugno - Boldrino da Panicale, condottiero italiano
- 25 luglio - Giovanni III d'Armagnac, nobile francese
- 1º agosto - Gastone III Febo, conte (n. 1331)
- 28 agosto - Berardo da Teramo, vescovo cattolico italiano
- 17 settembre - Paolo Trinci, religioso italiano (n. 1309)
- 1º ottobre - Guglielmo I di Namur, nobile francese (n. 1324)
- 2 ottobre - Faydit d'Aigrefeuille, cardinale e vescovo cattolico francese
- 1º novembre - Amedeo VII di Savoia, nobile (n. 1360)
- 12 novembre - Bertrando Alidosi, nobile e condottiero italiano
- 14 novembre - Stefano da Cuneo, religioso, santo e francescano italiano
- 14 novembre - Nicola Tavelić, religioso croato
- 21 dicembre - Engelberto III de la Marca, conte (n. 1334)
- Manfredi III Chiaramonte, nobile italiano
- Thomas Clifford, VI barone Clifford, nobile e militare inglese (n. 1363)
- Jean IV de Mauquenchy, militare francese
- Roberto di Namur, nobile olandese (n. 1323)
- Antonio Visconti, nobile
- Gherardo VII da Camino, nobile e militare italiano
- Bernardon de la Salle, mercenario francese (n. 1339)
- Caterina di Gorizia, nobildonna italiana
- Margherita di Norimberga, nobildonna tedesca (n. 1359)

## Calendario
| Calendario 1391 | Calendario 1391 | Calendario 1391 | Calendario 1391 | Calendario 1391 | Calendario 1391 | Calendario 1391 | Calendario 1391 | Calendario 1391 | Calendario 1391 | Calendario 1391 | Calendario 1391 | Calendario 1391 | Calendario 1391 | Calendario 1391 | Calendario 1391 | Calendario 1391 | Calendario 1391 | Calendario 1391 | Calendario 1391 | Calendario 1391 | Calendario 1391 | Calendario 1391 | Calendario 1391 | Calendario 1391 | Calendario 1391 | Calendario 1391 | Calendario 1391 | Calendario 1391 | Calendario 1391 | Calendario 1391 | Calendario 1391 | Calendario 1391 |
| --------------- | --------------- | --------------- | --------------- | --------------- | --------------- | --------------- | --------------- | --------------- | --------------- | --------------- | --------------- | --------------- | --------------- | --------------- | --------------- | --------------- | --------------- | --------------- | --------------- | --------------- | --------------- | --------------- | --------------- | --------------- | --------------- | --------------- | --------------- | --------------- | --------------- | --------------- | --------------- | --------------- |
|                 | 1               | 2               | 3               | 4               | 5               | 6               | 7               | 8               | 9               | 10              | 11              | 12              | 13              | 14              | 15              | 16              | 17              | 18              | 19              | 20              | 21              | 22              | 23              | 24              | 25              | 26              | 27              | 28              | 29              | 30              | 31              |                 |
| Gennaio         | Do              | Lu              | Ma              | Me              | Gi              | Ve              | Sa              | Do              | Lu              | Ma              | Me              | Gi              | Ve              | Sa              | Do              | Lu              | Ma              | Me              | Gi              | Ve              | Sa              | Do              | Lu              | Ma              | Me              | Gi              | Ve              | Sa              | Do              | Lu              | Ma              |                 |
| Febbraio        | Me              | Gi              | Ve              | Sa              | Do              | Lu              | Ma              | Me              | Gi              | Ve              | Sa              | Do              | Lu              | Ma              | Me              | Gi              | Ve              | Sa              | Do              | Lu              | Ma              | Me              | Gi              | Ve              | Sa              | Do              | Lu              | Ma              |                 |                 |                 |                 |
| Marzo           | Me              | Gi              | Ve              | Sa              | Do              | Lu              | Ma              | Me              | Gi              | Ve              | Sa              | Do              | Lu              | Ma              | Me              | Gi              | Ve              | Sa              | Do              | Lu              | Ma              | Me              | Gi              | Ve              | Sa              | Do              | Lu              | Ma              | Me              | Gi              | Ve              |                 |
| Aprile          | Sa              | Do              | Lu              | Ma              | Me              | Gi              | Ve              | Sa              | Do              | Lu              | Ma              | Me              | Gi              | Ve              | Sa              | Do              | Lu              | Ma              | Me              | Gi              | Ve              | Sa              | Do              | Lu              | Ma              | Me              | Gi              | Ve              | Sa              | Do              |                 |                 |
| Maggio          | Lu              | Ma              | Me              | Gi              | Ve              | Sa              | Do              | Lu              | Ma              | Me              | Gi              | Ve              | Sa              | Do              | Lu              | Ma              | Me              | Gi              | Ve              | Sa              | Do              | Lu              | Ma              | Me              | Gi              | Ve              | Sa              | Do              | Lu              | Ma              | Me              |                 |
| Giugno          | Gi              | Ve              | Sa              | Do              | Lu              | Ma              | Me              | Gi              | Ve              | Sa              | Do              | Lu              | Ma              | Me              | Gi              | Ve              | Sa              | Do              | Lu              | Ma              | Me              | Gi              | Ve              | Sa              | Do              | Lu              | Ma              | Me              | Gi              | Ve              |                 |                 |
| Luglio          | Sa              | Do              | Lu              | Ma              | Me              | Gi              | Ve              | Sa              | Do              | Lu              | Ma              | Me              | Gi              | Ve              | Sa              | Do              | Lu              | Ma              | Me              | Gi              | Ve              | Sa              | Do              | Lu              | Ma              | Me              | Gi              | Ve              | Sa              | Do              | Lu              |                 |
| Agosto          | Ma              | Me              | Gi              | Ve              | Sa              | Do              | Lu              | Ma              | Me              | Gi              | Ve              | Sa              | Do              | Lu              | Ma              | Me              | Gi              | Ve              | Sa              | Do              | Lu              | Ma              | Me              | Gi              | Ve              | Sa              | Do              | Lu              | Ma              | Me              | Gi              |                 |
| Settembre       | Ve              | Sa              | Do              | Lu              | Ma              | Me              | Gi              | Ve              | Sa              | Do              | Lu              | Ma              | Me              | Gi              | Ve              | Sa              | Do              | Lu              | Ma              | Me              | Gi              | Ve              | Sa              | Do              | Lu              | Ma              | Me              | Gi              | Ve              | Sa              |                 |                 |
| Ottobre         | Do              | Lu              | Ma              | Me              | Gi              | Ve              | Sa              | Do              | Lu              | Ma              | Me              | Gi              | Ve              | Sa              | Do              | Lu              | Ma              | Me              | Gi              | Ve              | Sa              | Do              | Lu              | Ma              | Me              | Gi              | Ve              | Sa              | Do              | Lu              | Ma              |                 |
| Novembre        | Me              | Gi              | Ve              | Sa              | Do              | Lu              | Ma              | Me              | Gi              | Ve              | Sa              | Do              | Lu              | Ma              | Me              | Gi              | Ve              | Sa              | Do              | Lu              | Ma              | Me              | Gi              | Ve              | Sa              | Do              | Lu              | Ma              | Me              | Gi              |                 |                 |
| Dicembre        | Ve              | Sa              | Do              | Lu              | Ma              | Me              | Gi              | Ve              | Sa              | Do              | Lu              | Ma              | Me              | Gi              | Ve              | Sa              | Do              | Lu              | Ma              | Me              | Gi              | Ve              | Sa              | Do              | Lu              | Ma              | Me              | Gi              | Ve              | Sa              | Do              |                 |